# 大王大妃
大王大妃（テワンテビ 대왕대비) 
は、朝鮮王朝の先々代の国王のキサキ（后または妃）で、現に在位している国王の祖母・先代国王の母の称号。歴代の大王大妃については朝鮮大妃の一覧を参照に。

## 概要
大王大妃は国王の祖母として国王に親権を行使できたので、ときには国王を退けて実権を掌握した大王大妃もいる。貞熹王后・文定王后・貞純王后・純元王后などは幼少の国王に代わって垂簾聴政を行い、名実ともに最高権力者となった。
ほとんどの王妃は大妃や王大妃までで死去してしまい、長寿を保って大王大妃になる王妃は少なかった。しかし朝鮮中期以降、若くして死去する国王や子どものいない国王が増え、その結果、傍系から即位する国王も増えた。
傍系の王族を王位継承者に指名するのは、やはり親権者の大王大妃であり、特に純祖が子どもを残さずに死去してからは、同様に子どものいない国王が続き、大王大妃が若年で政治経験のない人物をあえて次期国王に据えて、引き続き実権を握ろうとするケースが相次いだ。
大王大妃の権威を背景に、科挙官僚や王族を排斥し、大王大妃の親族が権力を握る勢道政治が長く続き、ついには朝鮮の近代化を大きく遅らせる要因になった。代表的な例では慶州金氏や安東金氏がある。